# Wilhelm von Brandenburg (1819–1892)
Wilhelm Graf von Brandenburg (30 tháng 3 năm 1819 tại Potsdam – 21 tháng 3 năm 1892 tại Berlin) là một tướng lĩnh và nhà ngoại giao của Phổ, từng tham chiến trong cuộc Chiến tranh Áo-Phổ năm 1866 và cuộc Chiến tranh Pháp-Đức năm 1870 – 1871. Sự nghiệp của ông có nhiều nét tương đồng với người em song sinh của mình Friedrich von Brandenburg, cũng là một tướng lĩnh và nhà ngoại giao Phổ.

## Cuộc đời và sự nghiệp
Các cấp bậc
- 28 tháng 3 năm 1837 Thiếu úy
- 19 tháng 12 năm 1848 Trung úy
- 22 tháng 6 năm 1852 Trưởng quan kỵ binh
- 11 tháng 8 năm 1857 Thiếu tá
- 18 tháng 1 năm 1861 Thượng tá
- 25 tháng 6 năm 1864 Đại tá
- 22 tháng 3 năm 1868 Thiếu tướng
- 1872 Trung tướng
- 1880 Thượng tướng Kỵ binh

Wilhelm là con trai của Thủ tướng Vương quốc Phổ Friedrich Wilhelm Graf von Brandenburg và là anh song sinh của Friedrich von Brandenburg, người cũng theo đuổi sự nghiệp quân sự và trở thành một vị tướng.
Vào năm 1836, ông nhập ngũ trong Trung đoàn Thiết kỵ binh Cận vệ. Sau năm 1854, ông là chỉ huy trưởng một đội kỵ binh và trong cuộc tổng động viên quân đội vào năm 1859, ông được giao quyền chỉ huy (Führung) Trung đoàn Thương kỵ binh Cận vệ số 2. Ông tiếp tục giữ cương vị này cho đến năm 1861, khi ông chính thức được bổ nhiệm làm Tư lệnh Trung đoàn đồng thời là sĩ quan hầu cận (Flügeladjudant) của Đức vua. Ông đã thống lĩnh trung đoàn của minh tham chiến trong cuộc Chiến tranh Áo-Phổ năm 1866. Trong cuộc chiến tranh này, ông chỉ tham gia chiến đấu ở trận Königgrätz, trận đánh quyết định của cuộc chiến. Do đóng góp của ông trong chiến tranh, ông đã được tặng thưởng Huân chương Vương miện hạng hai với Bảo kiếm. Sau khi chiến tranh chấm dứt, ông được phong cấp Tư lệnh của Lữ đoàn Kỵ binh số 5 và kể từ năm 1868 ông là Thiếu tướng đồng thời là Tướng À la suite của Đức vua.
Tiếp theo đó, ông đã tham gia trong cuộc Chiến tranh Pháp-Đức (1870 – 1871). Ông lên quân hàm Trung tướng vào năm 1872, vào năm 1873 ông trở thành Tướng phụ tá của Hoàng đế và Quốc vương, rồi vào năm 1880 ông được thăng cấp Thượng tướng kỵ binh. Vào năm 1884, ông giải ngũ nhưng đồng thời vẫn tại chức Tướng phụ tá. Vào năm 1888, với cấp bậc Wirklicher Geheimer Rat, ông là công sứ của Phổ tại Brussel và Lisboa. Ông mất khoảng 4 tháng sau người anh sinh đôi của mình.

## Phong tặng
Wilhelm von Brandenburg đã được một số nước châu Âu tặng thưởng những huân chương như:
- Huân chương Đại bàng Đỏ hạng ba với Cái cung
- Huân chương Vương miện Phổ hạng hai với Bảo kiếm
- Thập tự Hiệp sĩ của Huân chương Hoàng gia Hohenzollern
- Giải thưởng phục vụ (Dienstauszeichnungskreuz) của Phổ
- Huân chương Guelphen, Thập tự Hiệp sĩ hạng tư của Vương quốc Hanover
- Thập tự Hiệp sĩ Huân chương Sư tử của Vương quốc Hà Lan
- Thập tự Chỉ huy Huân chương Vương miện Sắt của Áo
- Huân chương Thánh Vladimir hạng ba của Nga
- Huân chương Thánh Anna của Nga, hạng hai